# تاشکند (شهرستان تاتیشلینسکی، باشقیرستان)
تاشکند (انگلیسی: Tashkent, Tatyshlinsky District, Republic of Bashkortostan) یک شهرک در شهرستان تاتیشلینسکی استان باشقیرستان کشور روسیه است.